# Mi major
Mi major este o gamă majoră bazată pe Mi, compusă din Mi, Fa♯, Sol♯, La, Si, Do♯, Re♯. Armura sa are 4 diezi. Gama sa majoră relativă este Do diez minor și gama sa majoră paralelă este Mi minor. Echivalentul său enarmonic, Fa bemol major, are șase bemoli și un Si♭♭, ceea ce face acea tonalitate să fie mai puțin comodă de utilizat.
Gama naturală Mi major este:

## Acorduri de grad de scară
Acordurile gradului de gamă din Mi major sunt:
- Tonic – Mi major
- Supertonic – Fa♯ minor
- Mediant – Sol♯ minor
- Subdominant – La major
- Dominant – Si major
- Submediant – Do♯ minor
- Subtonic – Re♯ diminuat

## Compoziții
În secolul al XIX-lea, simfoniile în această tonalitate erau rare, Simfonia nr. 7 a lui Anton Bruckner fiind unul dintre foarte puținele exemple. Pentru Bruckner, „tonalitatea lui Mi major este frecvent asociată cu muzica de contemplație”.